# Angélique Mongez
Pour les articles homonymes, voir Mongez.
Angélique Mongez est une artiste peintre française néoclassique, née à Conflans-l'Archevêque le 1er mai 1775, et morte à Paris le 20 février 1855. 
Élève de Jean-Baptiste Regnault et Jacques-Louis David, elle fut sous le Directoire et le Premier Empire l'une des rares femmes peintres d'histoire. Elle est l'épouse de l'archéologue Antoine Mongez.

## Biographie

### Le milieu familial
Angélique Mongez est née Marie-Jeanne-Angélique Levol à Conflans-l’Archevèque, près de Paris, le 1er mai 1775. Elle est la fille de Marcel-Sulpice Levol, maître d'école, et de Marie-Louise Papillon. 
De son mariage avec Antoine Mongez, naturaliste célèbre, de 28 ans plus âgé, frère du minéralogiste Jean-André, qui embarqua avec Lapérouse, devait naître un fils, Irénée-Alexandre, né en 1803 et décédé à Paris le 15 novembre 1808. 
Le couple se maria à trois reprises. Le 9 juin 1792 accompagnés de Dacier, son confrère de l’Académie, de Lacépède et de l’abbé Sieyès, Mongez se présenta avec sa future épouse devant l’officier municipal qu’il avait fait assigner à cet effet, et fit publiquement une déclaration de mariage, aussitôt consignée au procès-verbal de la séance. Lorsque la loi eut déterminé les nouvelles formes de l’état-civil, Mongez se conforma à tout ce qu’elle exigeait et le 1er juillet 1793 se présenta de nouveau devant un officier d'état-civil. Bien plus tard, un bref du Pape l’autorisa à se marier conformément aux canons de l’Église ; ce qu'il fit, le 26 octobre [1814], dans sa paroisse de Saint-Germain-des-Près.

### Le milieu artistique

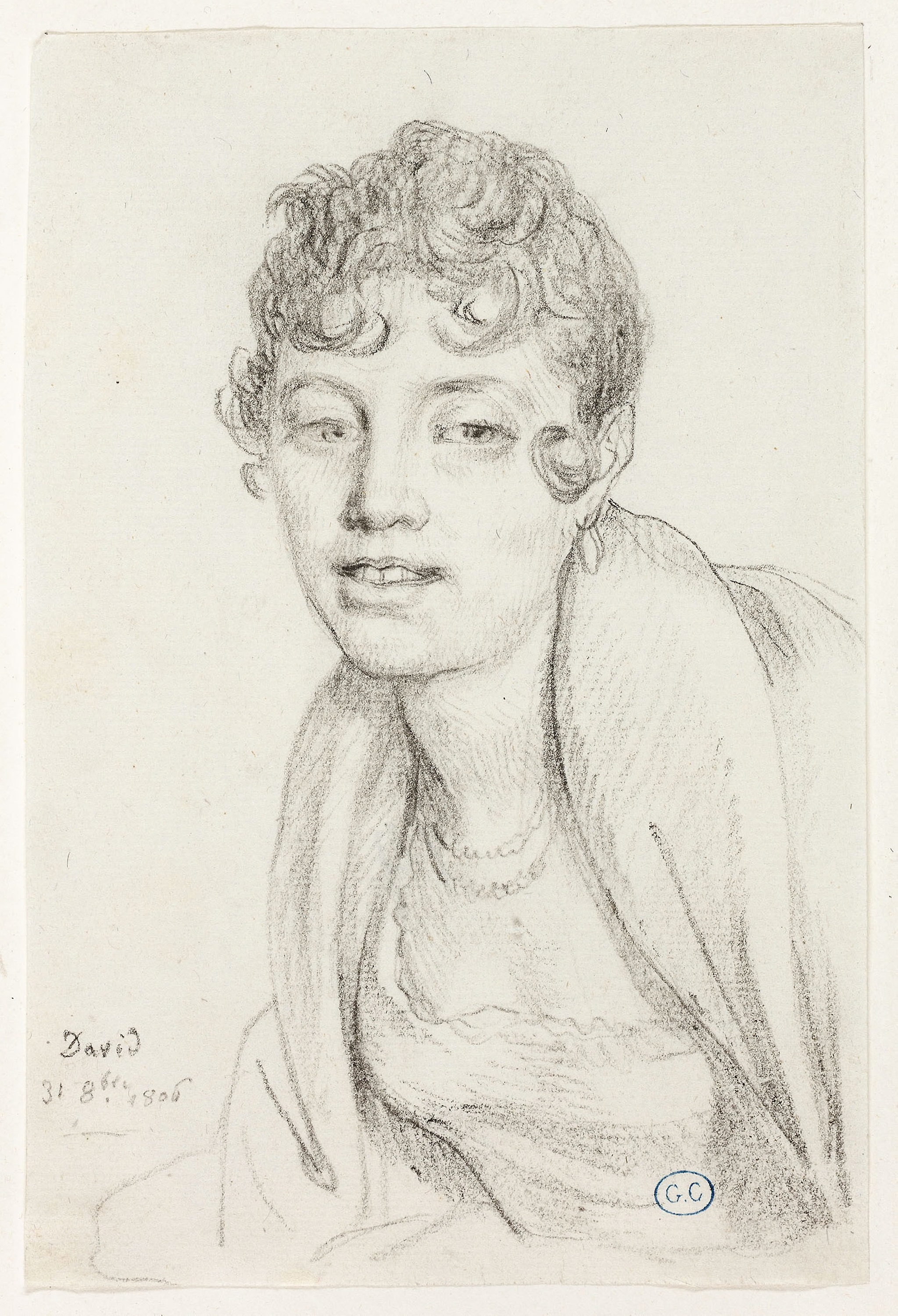
Portrait d'Angélique Mongez par Jacques-Louis David, 1806, Art Institute of Chicago

Angélique Levol fut pendant les années 1790, l’élève, de Regnault et de son épouse Sophie, puis de David, déjà reconnus comme les chefs du courant néoclassique en France. C’est par l’intermédiaire de David qu’elle rencontra Mongez dont il était l’ami ainsi que Jean-Paul Marat. Ses tableaux appartiennent tous à la peinture d’Histoire. Ils contribuèrent à faire persévérer Mongez dans une orientation de recherche qu’il avait depuis longtemps entrepris sur les costumes et habillements. Le mari préparait scientifiquement ce que la femme peignait. En retour, elle illustra 380 figures du Dictionnaire d’Antiquité dont son mari composa le texte.
Angélique Mongez exposa au Salon pour la première fois en 1802 et cela jusqu’en 1827. Au Salon de 1804, elle reçut l’unique médaille d’or de première classe, ainsi qu’une autre en 1827. Elle fut la première femme à exposer un tableau d’histoire de grandes dimensions au Salon. Astyanax arraché à sa mère, tableau qu’elle exposa au Salon de 1802 provoqua beaucoup de débats parmi les critiques. Pour Le Journal des Arts le tableau faisait partie des plus belles œuvres de l’école moderne, cependant, d’autres critiques en attribuaient les parties les plus belles à David. Jean-Baptiste Boutard, du Journal des Débats écrivait : « On est assez d’accord que ce tableau, est, dans plus d’une partie, œuvre de main de maître ».
Au Salon suivant (1804), Angélique Mongez exposa une autre grande figure d’Histoire : Alexandre pleurant la mort de la femme de Darius Ier pour lequel elle reçut une médaille d’or. En 1806, elle exposa au Salon Thésée et Pirithoüs, tableau de grandes dimensions acheté par le prince Youssoupoff, grand collectionneur de tableaux français néo-classiques. La toile fut ouvertement critiquée en raison de la nudité des deux personnages. Femme et peintre d’Histoire étaient alors jugés incompatibles ; la pudeur des femmes l’exigeait. Plusieurs critiques pensaient même qu’Angélique Levol devait arrêter de peindre des sujets historiques et se consacrer exclusivement à des thèmes plus convenables à son sexe, ce qu’elle refusa et continua d’en peindre et de les exposer au Salon.
Sous la Restauration elle fait un portrait de Louis XVIII. En 1827, le critique Delécluze écrivait : « Madame Mongez a imité David. Le Romulus des Sabines reparaît là dans toute sa nudité ». Ce commentaire était destiné aux Sept Chefs devant Thèbes, du Musée d’Angers. Elle allait peindre de l’Histoire jusqu’à sa fin et réalisa, un an avant sa mort, un Christ en Croix (1854) pour l’église Saint-Pierre-de-Charenton.
L'historienne d'art Stéphanie Dermoncourt relève que, pour les Sept chefs devant Thèbes, son Polystrate portant de l’eau à Darius ressemble fort à l'Œdipe d’Ingres. Plus loin, elle indique que « le style de Madame Mongez semble d’ailleurs avoir évolué vers l’art d’Ingres ».
Elle meurt à Paris le 20 février 1855, en ayant légué au Musée du Louvre le Portait de Monsieur et Madame Mongez peint par David en 1812 (musée du Louvre). Mentionnée dans les textes publiés à la fin du XIXe et au cours du XXe siècle comme l'élève de David, Angélique Mongez a droit à beaucoup plus d’égard depuis la fin des années 1990. Elle figure dans plusieurs articles et livres consacrés aux peintres féminines de la Révolution. Ainsi, plusieurs auteurs ont examiné les conditions qui lui ont permis de devenir peintre d’histoire en dépit des conservatismes de l’époque. Elle eut une influence certaine sur ses petits-neveux Flachéron, intimes d’Ingres, un autre élève de David.

## Les tableaux

### Exposés dans les salons
- 1802, Astyanax arraché à sa mère

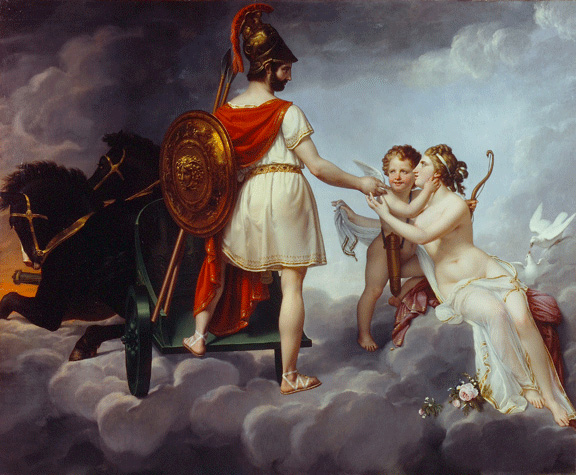
Angélique Mongez, Mars et Vénus 1841 musée des beaux-arts d'Angers. Réplique du tableau présenté par au Salon de 1814

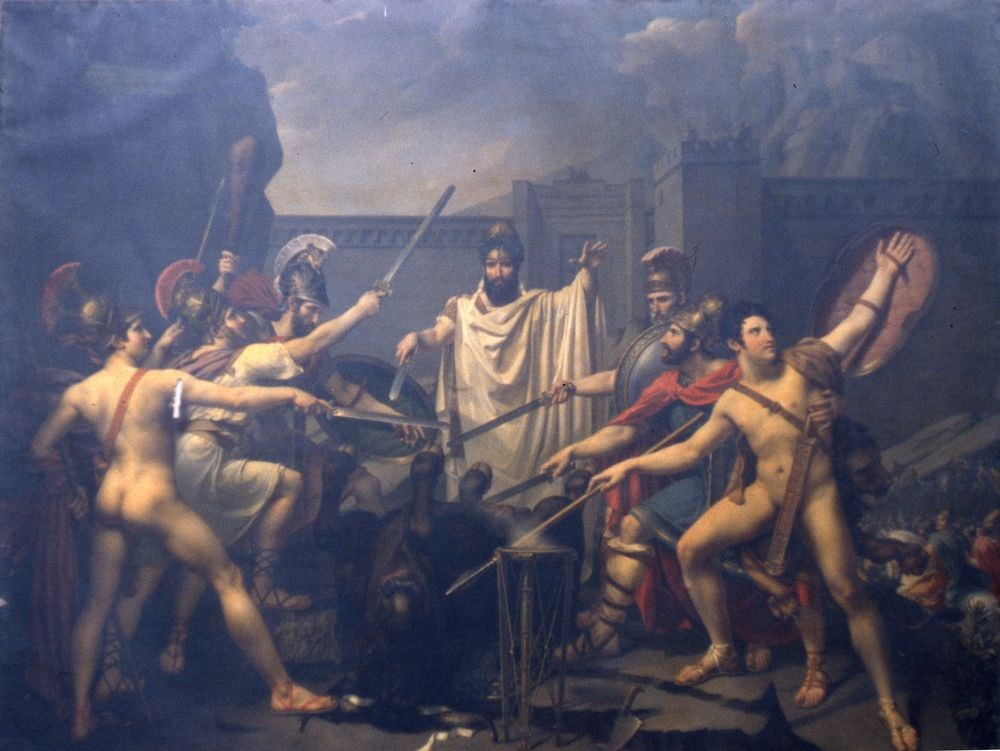
Les Sept Chefs devant Thèbes, Salon de 1827 (Angers, musée des Beaux-Arts)

- 1804, Alexandre pleurant la mort de la femme de Darius
- 1806, Portrait de femme
- 1806, Thésée et Pirithoüs purgeant la Terre des brigands, délivrent deux femmes des mains des ravisseurs (Russie, château d'Arkhangelskoïe)
- 1808, Orphée aux Enfers
- 1810, La mort d’Adonis
- 1812, Persée et Andromède, de nouveau présenté au Salon de 1814
- 1814, Mars et Vénus (appartenait à M. de Sommariva)
- 1819, Saint-Martin partage son manteau pour en couvrir un pauvre,
- 1827, Les sept chefs devant Thèbes (Musée des Beaux-Arts d'Angers)

### Non exposés dans les salons
- s.d., Portrait de Napoléon Ier (commandé par la ville d’Avignon)
- 1815, Portrait de Louis XVIII (Musée de Tours)[7]
- 1838, La mort de Darius (donné au Musée de Lyon en 1851)
- 1838, Portrait de Ledru-Rollin (Musée Carnavalet)
- 1854, Le Christ en Croix

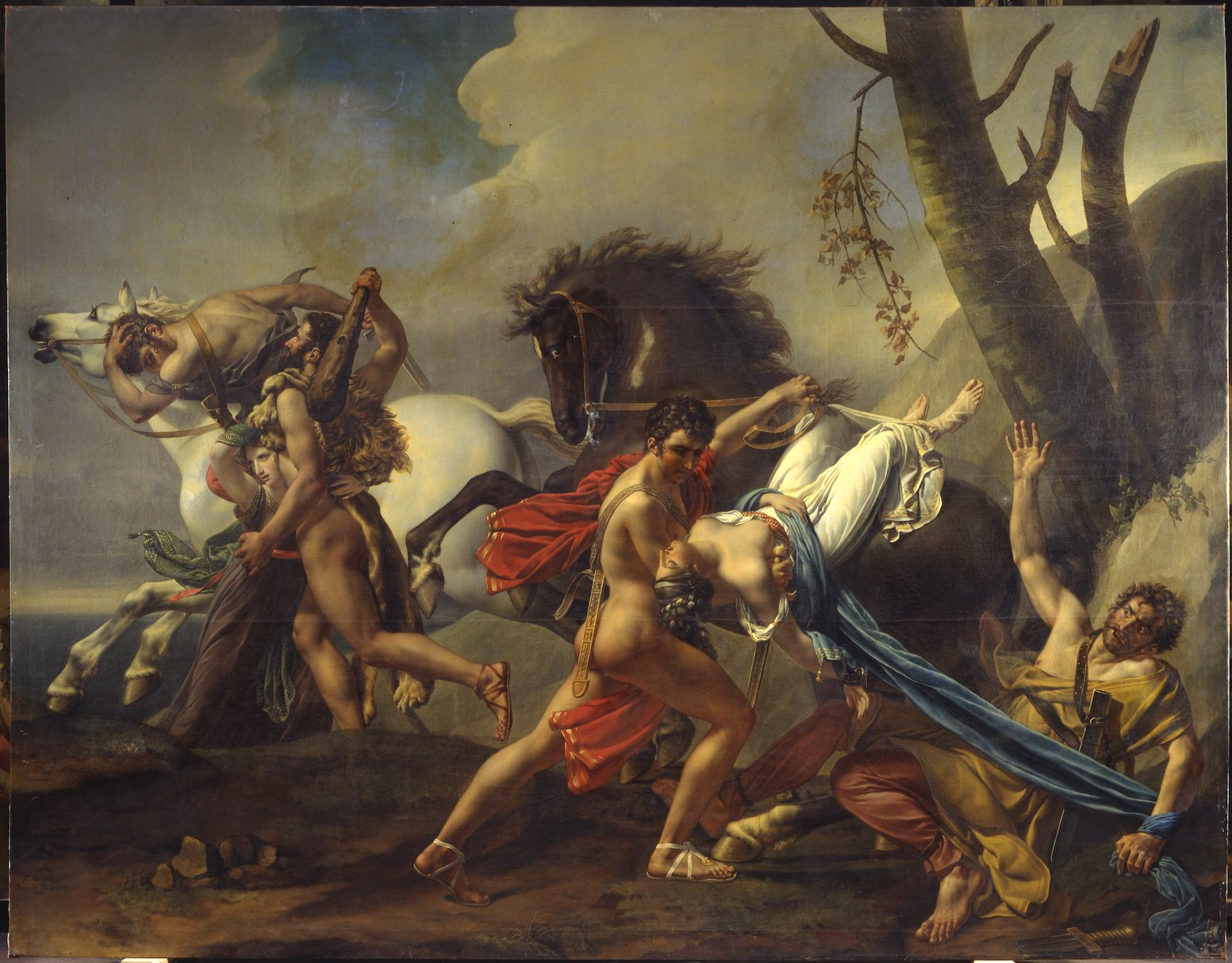
Thésée et Pirithoüs purgeant la terre des brigands, délivrent deux femmes des mains de ces ravisseurs, 1806, palais d'Arkhangelskoïe
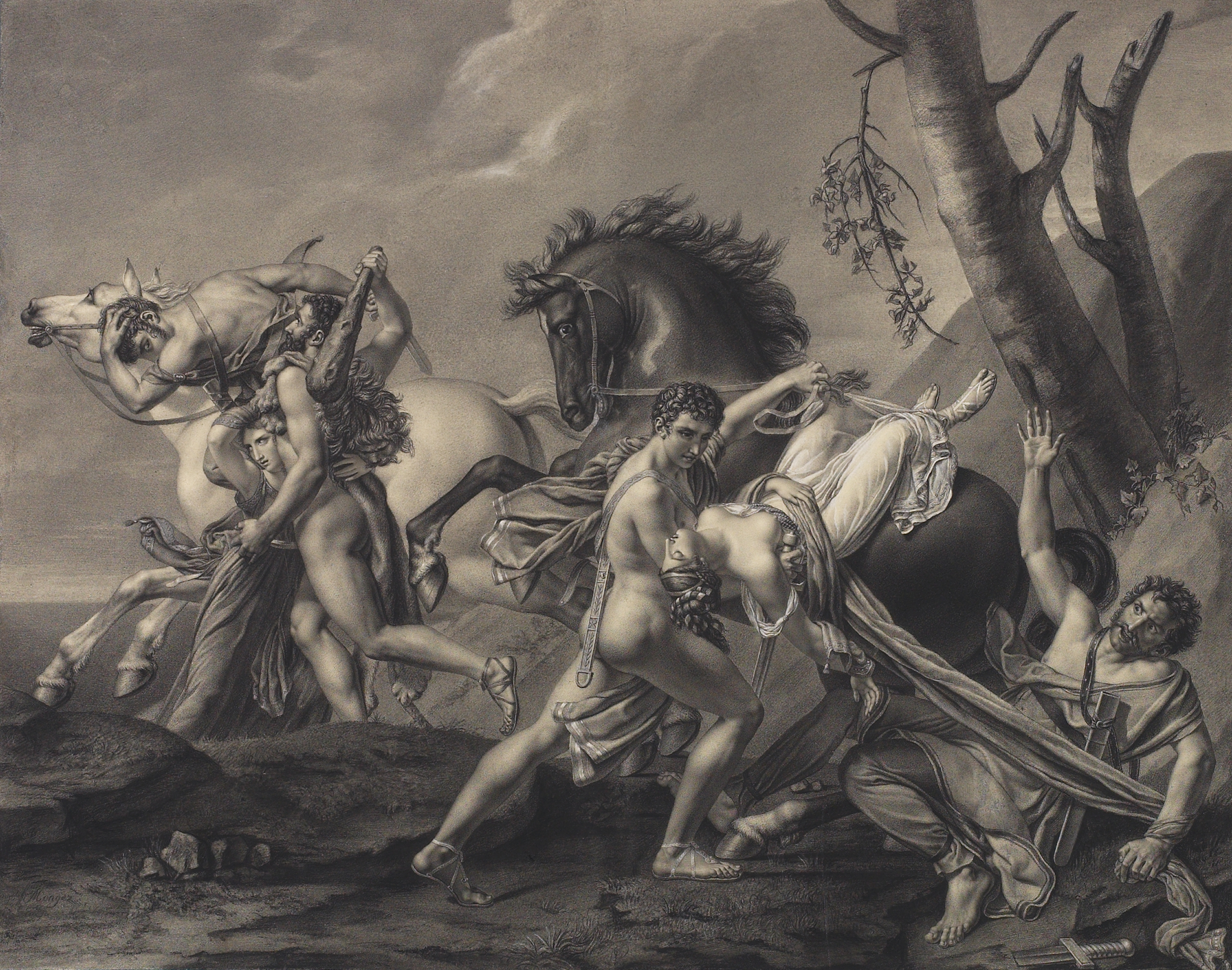
Thésée et Pirithoüs purgeant la terre des brigands, dessin représentant le tableau exposé au Salon de 1806, Minneapolis Institute of Art
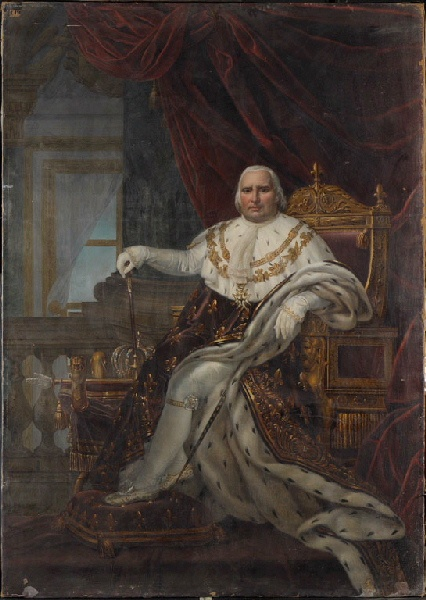
Portrait de Louis XVIII, 1815, musée des beaux-arts de Tours
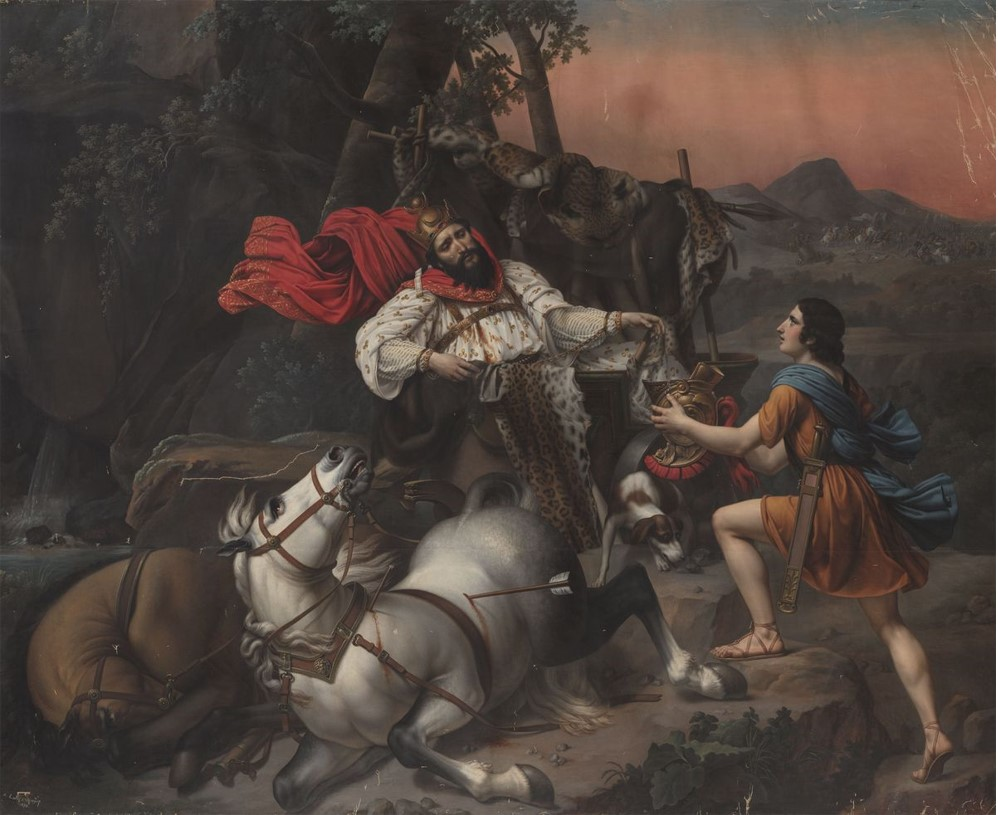
La Mort de Darius, 1838, musée des beaux-arts de Lyon
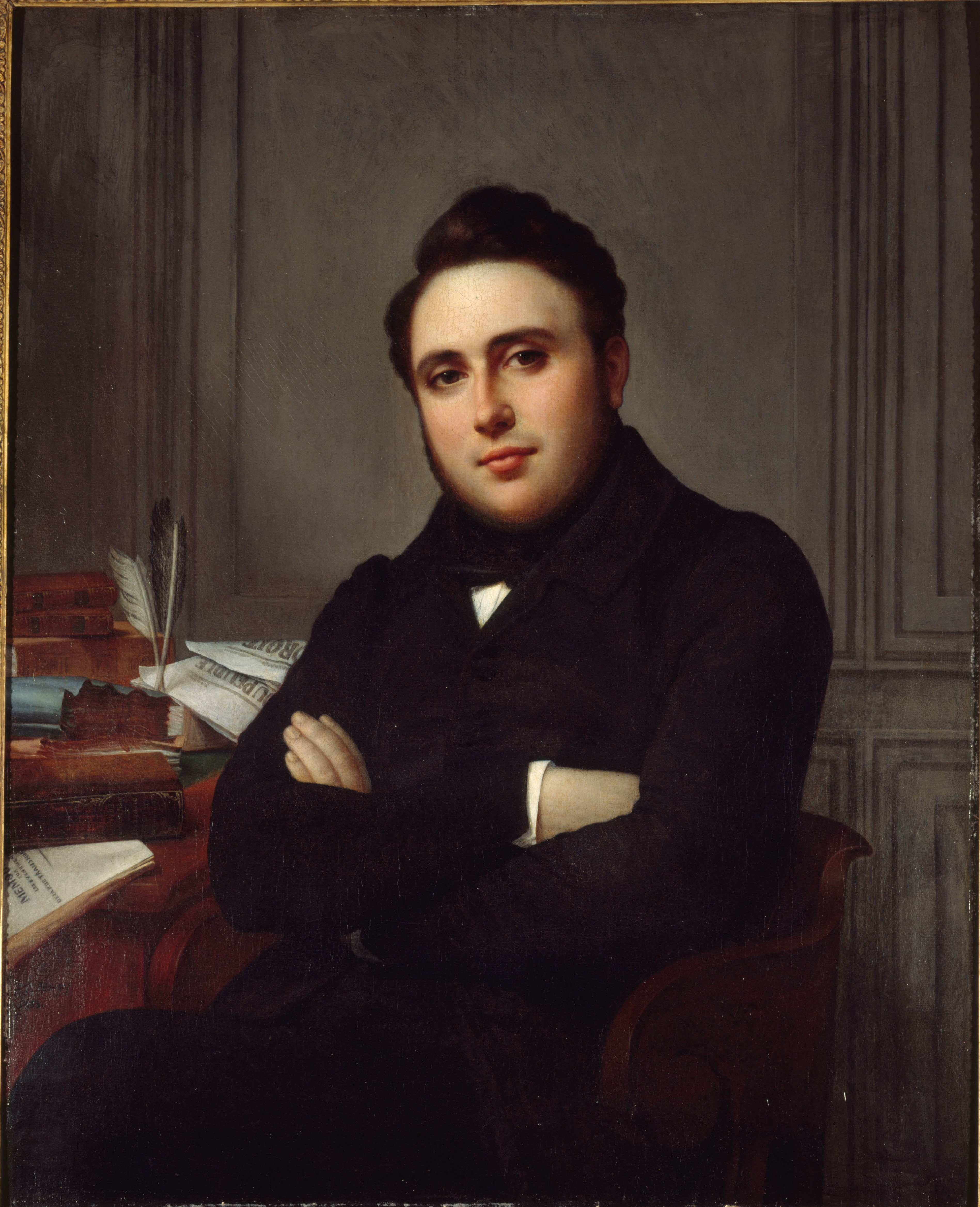
Portrait d'Alexandre Ledru-Rollin, 1838, musée Carnavalet
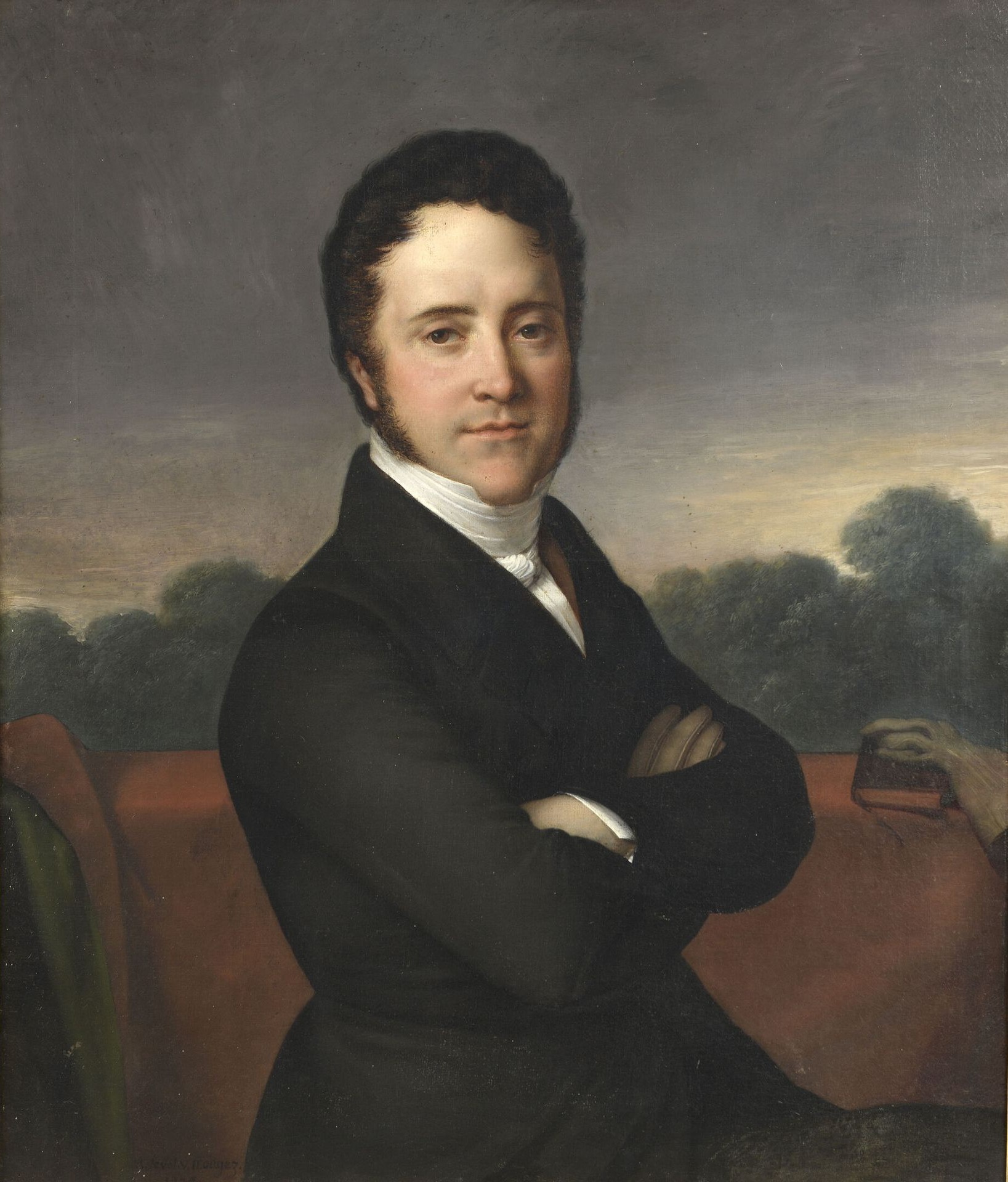
Portrait présumé de Charles de Choiseul, duc de Praslin, 1838, collection privée
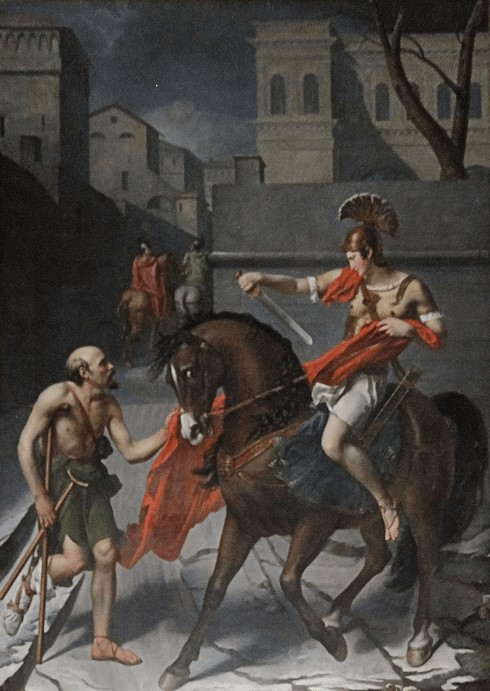
Saint Martin partage son manteau pour en couvrir un pauvre, vers 1841, réplique du tableau présenté au Salon de 1819, église Saint-Martin de Grosrouvre